# Pholidoscelis atrata
Espèce
Synonymes
- Ameiva pluvianotata atrata Garman, 1887
- Ameiva atrata Garman, 1887

Pholidoscelis atrata est une espèce de sauriens de la famille des Teiidae.

## Répartition
Cette espèce est endémique de Redonda à Antigua-et-Barbuda.

## Publication originale
- Garman, 1887 : On the West Indian Teiids in the Museum of Comparative Zoology. Bulletin of the Essex Institute, vol. 19, p. 1-12 (texte intégral).